# Ramusella flagellaris
Ramusella flagellaris är en kvalsterart som beskrevs av Ohkubo 1996. Ramusella flagellaris ingår i släktet Ramusella och familjen Oppiidae. Inga underarter finns listade i Catalogue of Life.